# Bakersfield Jam 2006-2007
La stagione 2006-07 dei Bakersfield Jam fu la 1ª nella NBA D-League per la franchigia.
I Bakersfield Jam arrivarono sesti nella Western Division con un record di 19-31, non qualificandosi per i play-off.

## Roster
| N° | Naz.                   | Ruolo | Sportivo          | Anno | Alt. | Peso |
| -- | ---------------------- | ----- | ----------------- | ---- | ---- | ---- |
| 4  | Stati Uniti (bandiera) | G     | Gerry McNamara    | 1983 | 188  | 83   |
| 5  | Stati Uniti (bandiera) | G     | Mike Dean         | 1982 | 191  | 86   |
| 6  | Stati Uniti (bandiera) | A     | Scooter McFadgon  | 1982 | 196  | 93   |
| 7  | Stati Uniti (bandiera) | G     | Andre McCollum    | 1975 | 188  | 88   |
| 8  | Stati Uniti (bandiera) | G     | Tamar Slay        | 1980 | 203  | 98   |
| 10 | Stati Uniti (bandiera) | G     | Brian Collins     | 1984 | 193  | 79   |
| 11 | Giappone (bandiera)    | G     | Yūta Tabuse       | 1980 | 175  | 75   |
| 12 | Stati Uniti (bandiera) | C     | Robert Dryden     | 1978 | 216  | 118  |
| 13 | Stati Uniti (bandiera) | A     | Brandon Bowman    | 1984 | 206  | 101  |
| 15 | Stati Uniti (bandiera) | G     | Tony Bobbitt      | 1979 | 193  | 86   |
| 21 | Stati Uniti (bandiera) | A     | Anthony Coleman   | 1982 | 211  | 98   |
| 22 | Stati Uniti (bandiera) | G     | Brandon Armstrong | 1980 | 196  | 85   |
| 22 | Stati Uniti (bandiera) | G     | Tim Barnes        | 1981 | 180  | 82   |
| 23 | Stati Uniti (bandiera) | A     | Kevinn Pinkney    | 1983 | 208  | 111  |
| 24 | Stati Uniti (bandiera) | G     | Mateen Cleaves    | 1977 | 188  | 93   |
| 26 | Stati Uniti (bandiera) | C     | Patrick O'Bryant  | 1986 | 213  | 118  |
| 30 | Stati Uniti (bandiera) | C     | Roderick Riley    | 1981 | 211  | 148  |
| 32 | Stati Uniti (bandiera) | A     | Shawn Daniels     | 1979 | 198  | 113  |
|    | Stati Uniti (bandiera) | A     | Qyntel Woods      | 1981 | 203  | 100  |
|    | Stati Uniti (bandiera) | GA    | Carl Edwards      | 1981 | 196  | 95   |

## Staff tecnico
- Allenatore: Jim Harrick
- Vice-allenatore: Isaac Austin
- Preparatore atletico: Michael Wilkins